# Europese PGA Tour
De Europese PGA Tour is een organisatie van golftoernooien, die van 1972 tot en met 1983 georganiseerd werd door de Britse Professional Golfers' Association (Britse PGA). In 1984 werd de Europese PGA Tour  onafhankelijk van de Britse PGA en organiseert sindsdien zelf toernooien.
De meeste toernooien vinden plaats in de Europese landen, maar er worden ook golftoernooien georganiseerd buiten Europa.
In begin de jaren 1990 richtte de Europese PGA Tour twee nieuwe golftours op: de Europese Challenge Tour en de Europese Senior Tour.

## Geschiedenis
In 1901 werd de officiële Professional Golfers' Association (Britse PGA) opgericht, die gevestigd was in Londen. In 1971 werd John Jacobs aangesteld als de toernooidirecteur van de PGA en dit leidde tot het oprichten van de PGA European Tour (Nederlands: Europese PGA Tour). Een jaar later ging de Europese PGA Tour officieel van start en in 1976 introduceerde Ken Schofield, die John Jacobs verving, de "Qualifying School". Deze vond plaats op drie verschillende golfbanen in het Verenigd Koninkrijk. Er werden in dat jaar 127 kaarten uitgedeeld op de drie kwalificatietoernooien voor de golfers. Sinds 1979 mogen de Europese golfers van de PGA deelnemen aan de Ryder Cup. Voor 1979 mochten alleen de golfers van de Britse PGA hieraan deelnemen. In 1984 werd de Europese PGA Tour onafhankelijk van de Britse PGA en wordt voortaan georganiseerd door de Europese PGA.
In 1990 maakte de Europese PGA met de European Challenge Tour een nieuwe serie van golftoernooien voor golfers om zich te kunnen te kwalificeren voor de Europese PGA Tour.. Het European Senior Tour werd in 1992 gecreëerd, hieraan mogen alleen golfers van 50 jaar of ouder deelnemen. In 1996 vierde de European Tour zijn 25-jarige bestaan en er ontstond een nieuw wereldwijde golforganisatie, de "International Federation of PGA Tours", waarbij de Europese PGA Tour, de Amerikaanse PGA Tour, de Zuid-Afrikaanse PGA Tour, de Australaziatische PGA Tour en de Japanse PGA Tour samenwerken.
Enkele statistieken tot aan het 40-jarig jubileum:
- Aantal toernooien 1384
- 402 verschillende winnaars met 35 verschillende nationaliteiten
- Severiano Ballesteros behaalde de meeste overwinningen: 50
- Colin Montgomerie won de Order of Merit 8×
- Sam Torrance speelde de meeste toernooien: 706, waarbij hij 506 cuts haalde
- Lee Westwood verdiende het meest: € 27.275.465
- Matteo Manassero was de jongste winnaar (17 jaar en 188 dagen), Miguel Ángel Jiménez de oudste (48 jaar en 318 dagen)
- Ernie Els maakte 82 cuts achter elkaar. Hij won ook met de beste score (−29).
- Drie amateurs wonnen op de Tour: Pablo Martin (2007), Danny Lee (2009) en Shane Lowry (2009)

In 2013 introduceerde de Europese PGA de "Final Series", die bestaat uit de BMW Masters (US$ 7.000.000), de WGC - HSBC Champions (US$ 8.500.000) in China, het nieuwe Turkish Open (US$7.000.000) en het DP World Tour Championship (US$ 8.000.000) in Dubai. Aan het laatste toernooi mogen alleen spelers meedoen die twee van de drie toernooien van de Final Series hebben meegedaan.

## Spelerscategorieën
Afhankelijk van eerdere prestaties wordt een speler in een bepaalde categorie gezet. De meest voorkomende zijn categorie 7 (de nummers 1-120 van het voorgaande jaar) en categorie 10 (winnaars op de Challenge Tour van het voorgaande jaar). Als de speler via de Tourschool een spelerskaart krijgt, komt hij in categorie 11 of 14, wint hij een toernooi, dan klimt hij naar boven. Spelers in categorie 11 kunnen niet aan alle toernooien deelnemen, en moeten hun kansen grijpen als ze die krijgen.

## Nederlandse spelers op de Tour

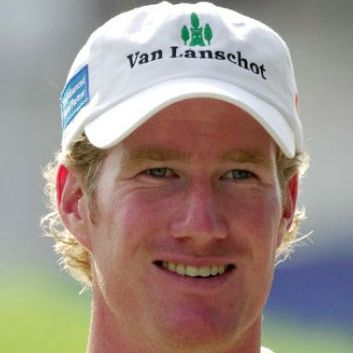
Wil Besseling
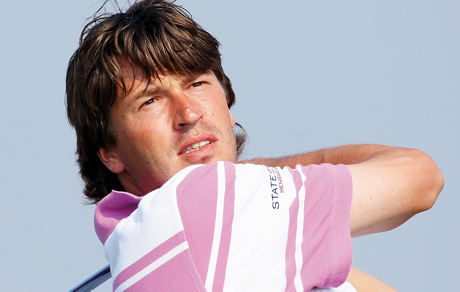
Robert-Jan Derksen
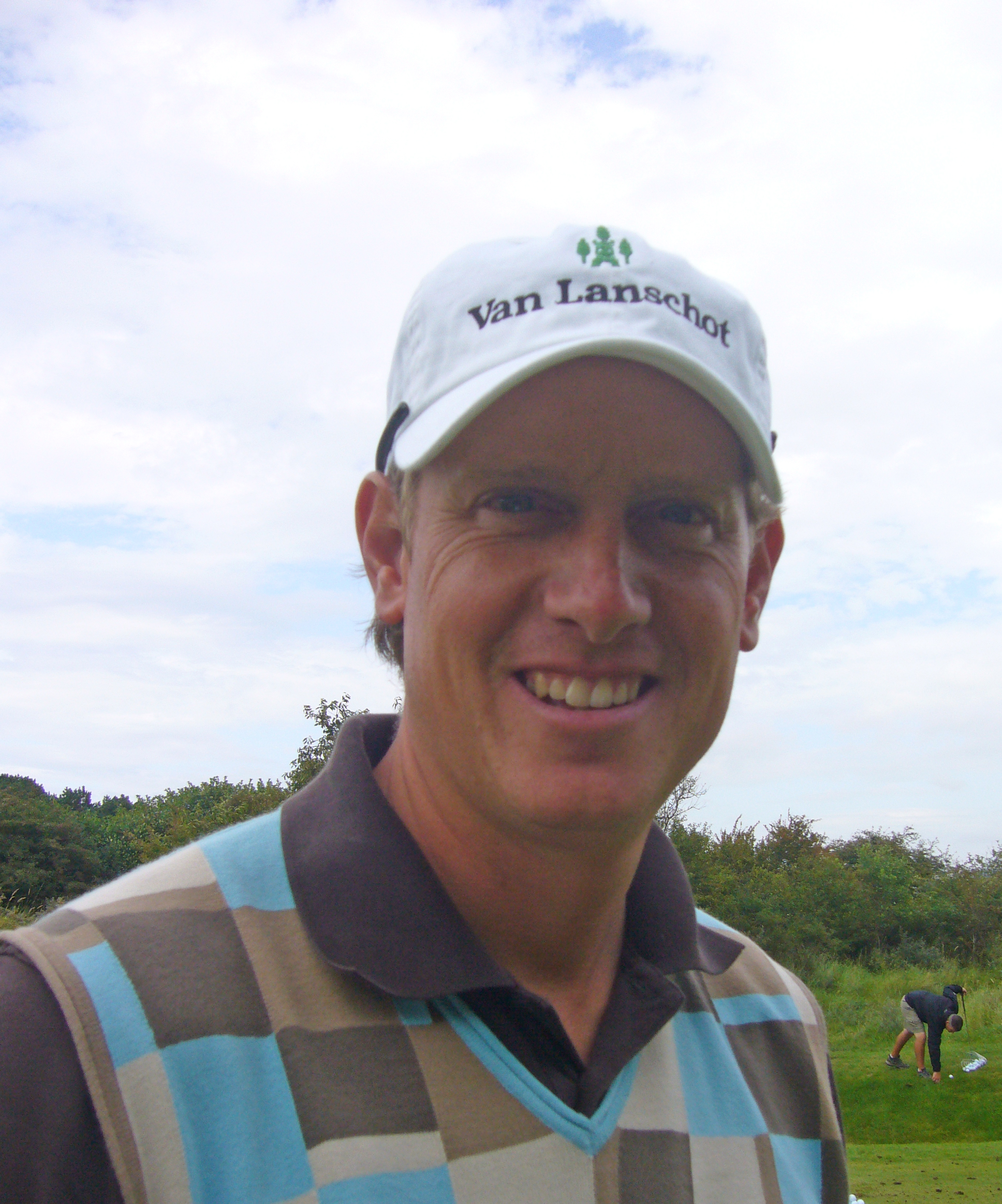
Maarten Lafeber
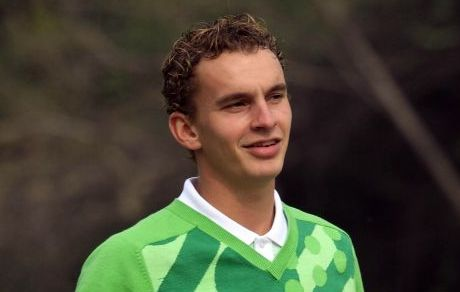
Joost Luiten
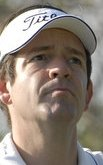
Rolf Muntz
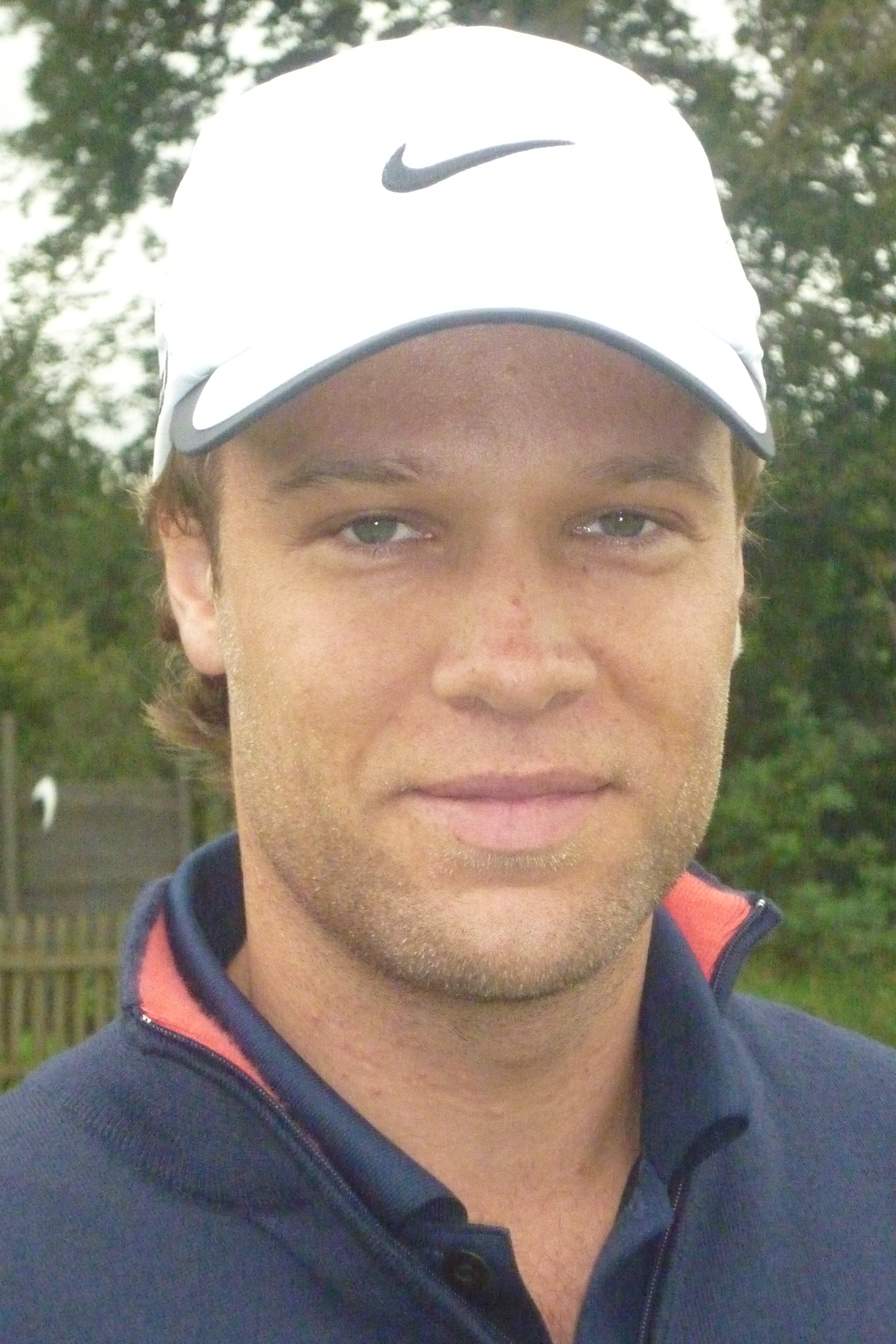
Taco Remkes
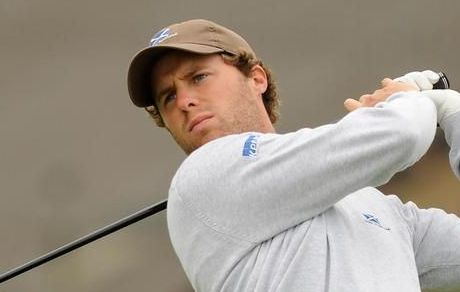
Reinier Saxton
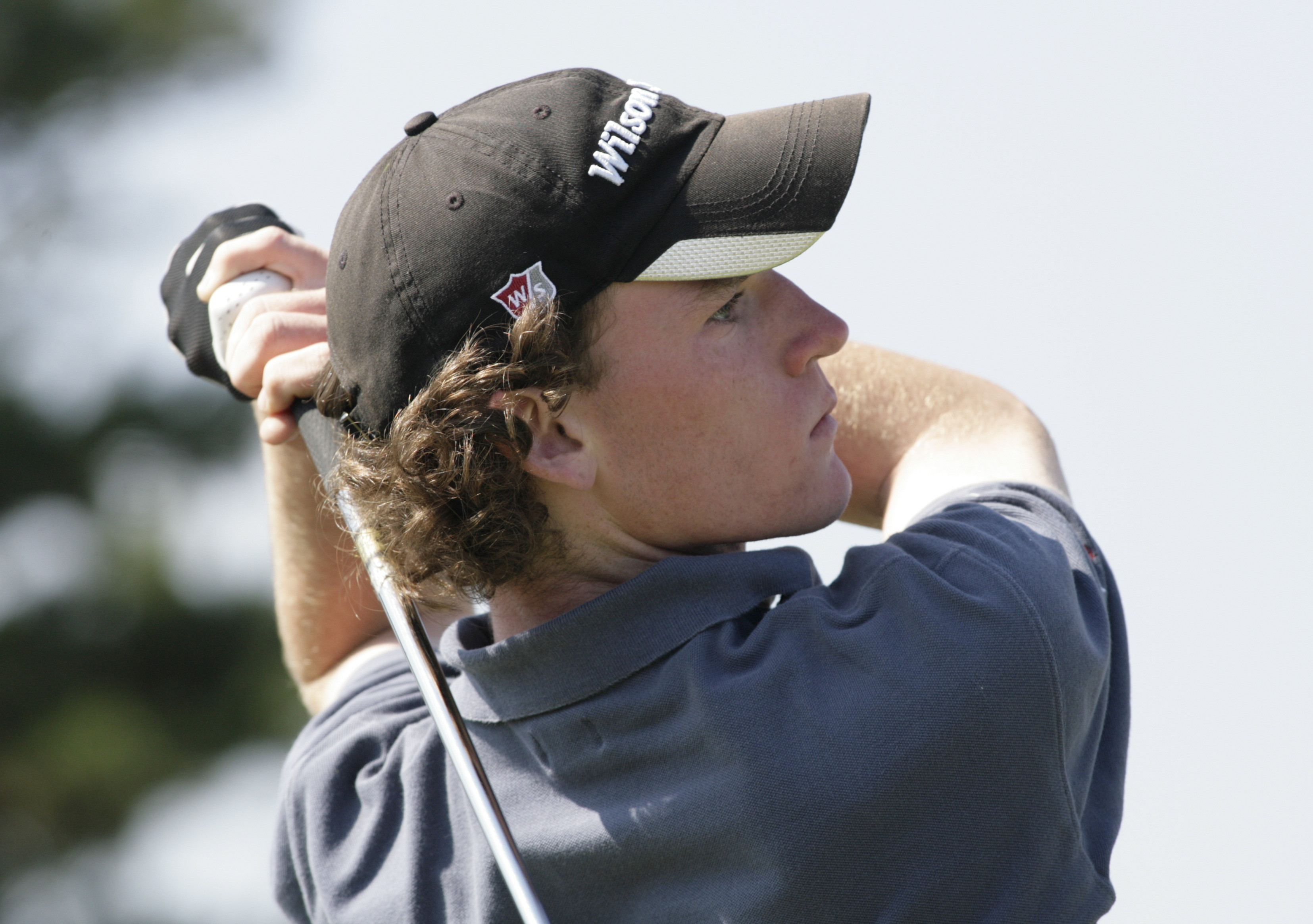
Tim Sluiter
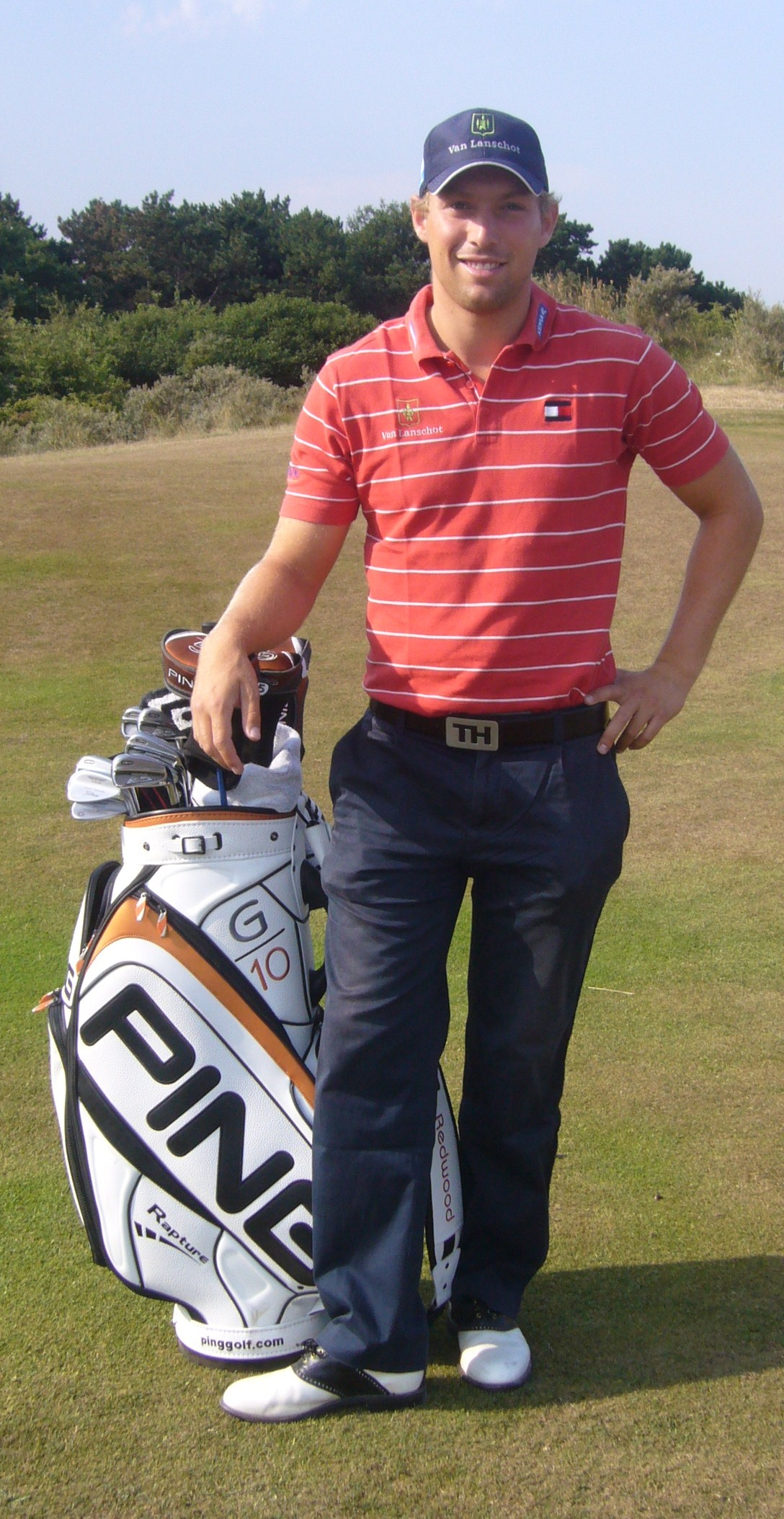
Floris de Vries
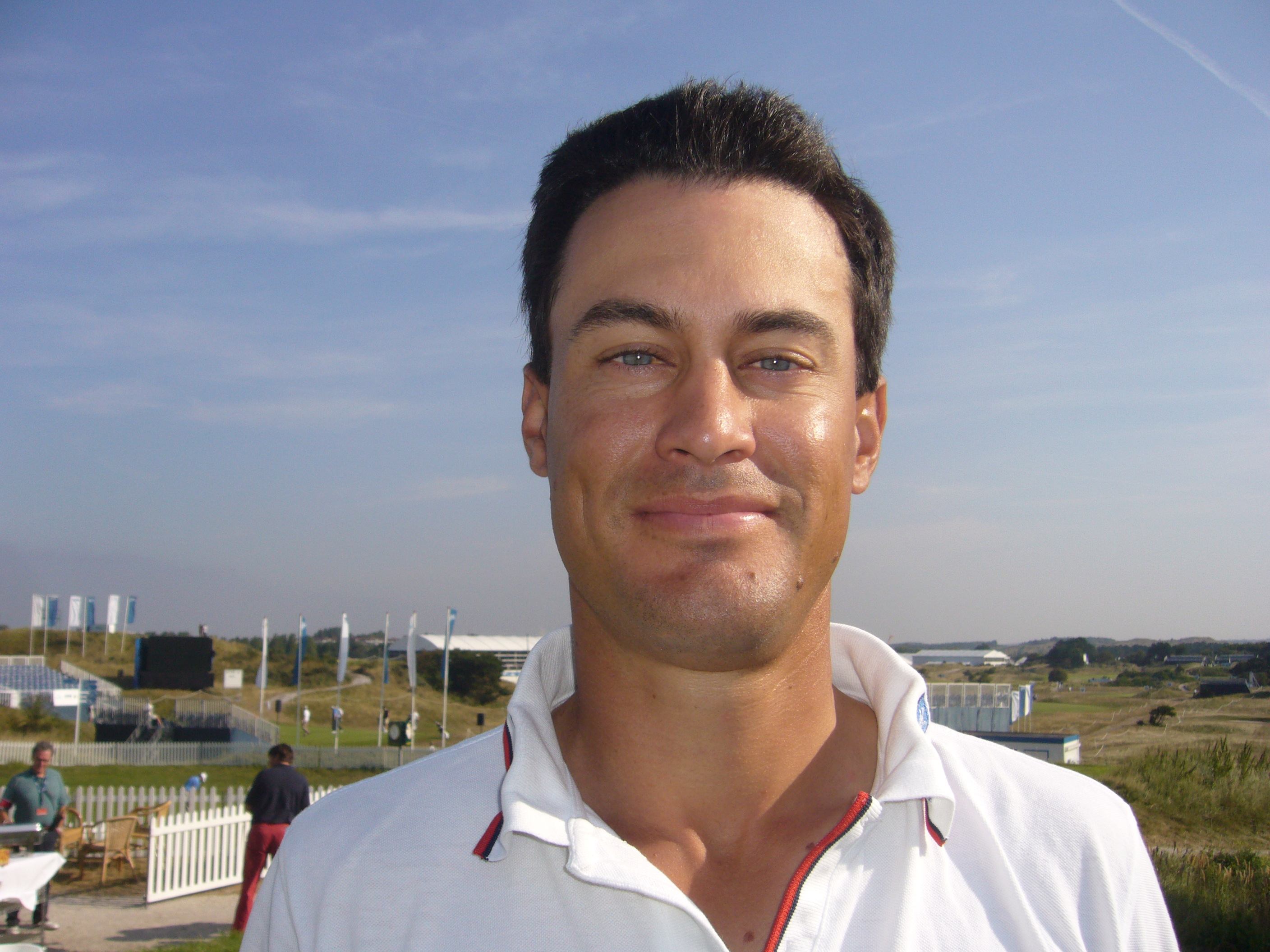
Inder van Weerelt

De volgende Nederlandse spelers hebben een spelerskaart (gehad) voor de Europese Tour (ET) of de Challenge Tour (CT) :
| Speler             | 2001 | 2002 | 2003 | 2004 | 2005 | 2006 | 2007 | 2008 | 2009 | 2010 | 2011    | 2012  | 2013 | 2014  | 2015    | 2016    |
| ------------------ | ---- | ---- | ---- | ---- | ---- | ---- | ---- | ---- | ---- | ---- | ------- | ----- | ---- | ----- | ------- | ------- |
| Wil Besseling      |      |      |      |      |      |      |      | CT   | ET   | CT   | CT      | CT/ET | CT   | CT    | CT      | CT      |
| Robert-Jan Derksen | CT   | ET   | ET   | ET   | ET   | ET   | ET   | ET   | ET   | ET   | ET      | ET    | ET   | ET    | gestopt |         |
| Maarten Lafeber    | ET   | ET   | ET   | ET   | ET   | ET   | ET   | ET   | ET   | ET   | ET      | ET    | ET   | CT    | CT      | CT      |
| Joost Luiten       |      |      |      |      |      |      |      | ET   | CT   | ET   | ET      | ET    | ET   | ET/US | ET/US   | ET      |
| Rolf Muntz         | ET   | ET   | ET   | ET   | ET   |      |      |      |      |      | gestopt |       |      |       |         |         |
| Taco Remkes        |      |      |      |      |      |      |      | CT   | ET   | CT   |         | CT/ET |      |       | CT      |         |
| Reinier Saxton     |      |      |      |      |      |      |      |      |      |      |         | ET    | CT   |       |         |         |
| Tim Sluiter        |      |      |      |      |      |      |      |      |      |      | ET      | ET    | CT   | CT    | CT      | gestopt |
| Floris de Vries    |      |      |      |      |      |      |      |      |      | CT   | ET      | *) CT | CT   |       |         |         |
| Inder van Weerelt  |      |      |      |      |      | CT   | CT   | CT   | ET   | ET   | gestopt |       |      |       |         |         |

*) Wegens medisch uitstel mag hij in vier toernooien van 2012 proberen zijn kaart te behouden.
US = speelde op de Amerikaanse Tour
Joost Luiten speelde in 2014 9 toernooien op de Amerikaanse PGA Tour en in 2015 13 toernooien. Daarna stond hij nummer 84 op de wereldranglijst .

## Belgische spelers op de Tour

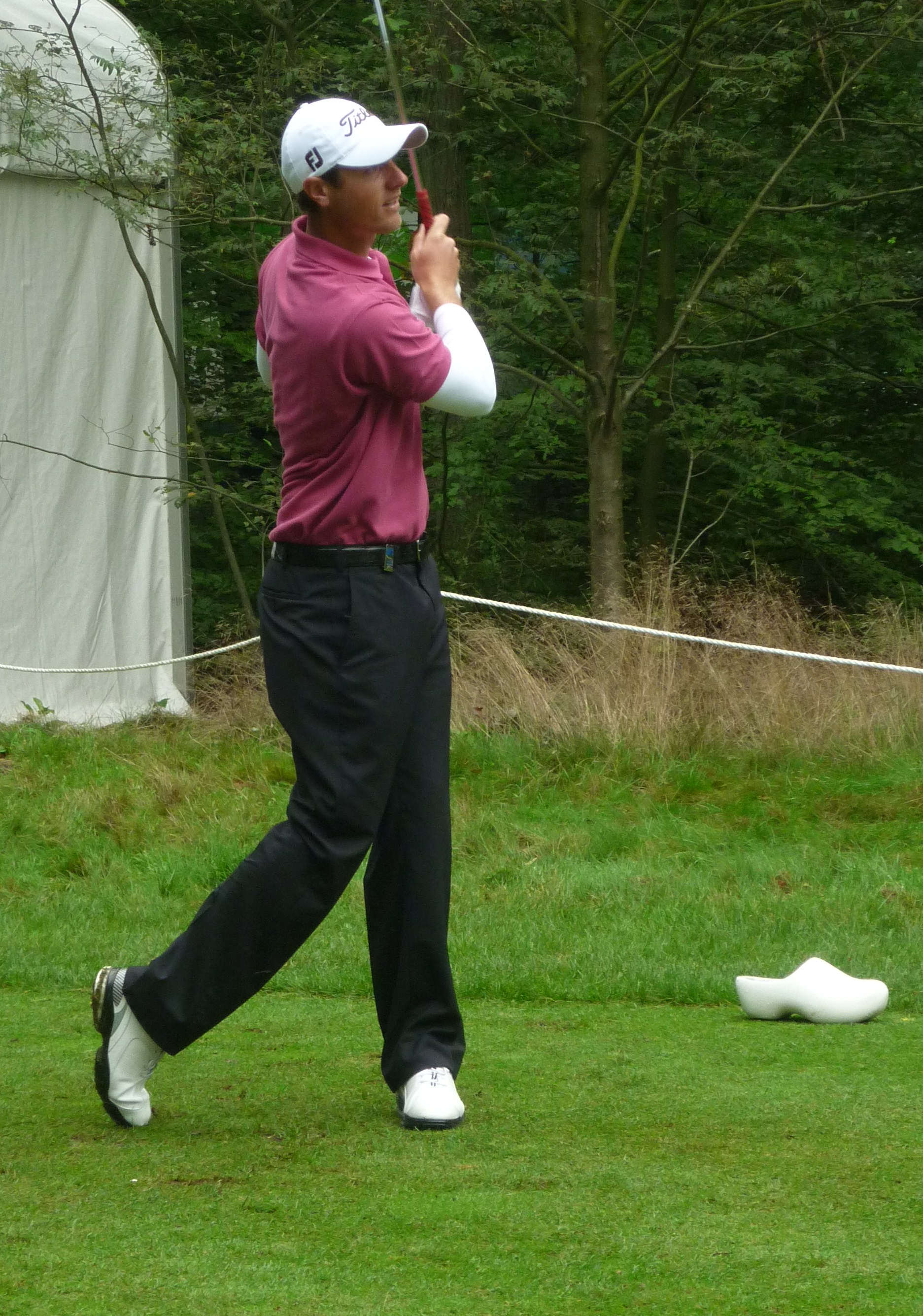
Colsaerts

Nicolas Colsaerts speelde van 2001-2007 op de Tour en kwam in 2010 weer terug. In 2003 haalt hij de 77ste plaats op de Order of Merit. Hij speelt ook op de Amerikaanse PGA Tour.

Thomas Pieters behaalde in 2015 zijn eerste overwinning op de Europese Tour.

Nicolas Vanhootegem heeft enkele jaren op de Tour gespeeld en in 2000 de 98ste plaats bereikt.

Didier De Vooght speelde deels op de Tour, deels op de Challenge Tour.

## Ereleden[2]
In 2016 werd op Wentworth het 50ste erelidmaatschap van de Europese Tour aan Danny Willett uitgereikt nadat hij in april 2016 de Masters had gewonnen. 
| - 1978: John Jacobs OBE - 1978: Bernard Hunt MBE - 1978: Dai Rees CBE - 1982: Peter Butler - 1983: Seve Ballesteros - 1983: Tony Jacklin CBE - 1985: Sir Henry Cotton MBE - 1985: Fred Daly MBE - 1985: Max Faulkner OBE - 1985: Bernhard Langer - 1985: Sandy Lyle MBE - 1987: Sir Nick Faldo MBE | - 1992: Ian Woosnam OBE - 1994: José María Olazábal - 1995: Bob Charles - 1995: Arnold Palmer - 1995: Gary Player - 1997: Colin Montgomerie OBE - 1998: Ernie Els - 1999: Paul Lawrie OBE - 1999: Greg Norman - 2001: Vijay Singh - 2002: Retief Goosen - 2003: Peter Alliss | - 2003: Bernard Gallacher OBE - 2004: Neil Coles MBE - 2004: Christy O’Connor - 2004: John Panton - 2005: Michael Campbell - 2007: Ángel Cabrera - 2007: Padraig Harrington - 2008: Trevor Immelman - 2010: Martin Kaymer - 2010: Graeme McDowell MBE - 2010: Louis Oosthuizen - 2010: Tom Watson | - 2011: Darren Clarke OBE - 2011: Rory McIlroy MBE - 2011: Charl Schwartzel - 2011: Lee Westwood OBE - 2012: Luke Donald MBE - 2012: Brian Huggett MBE - 2012: Tommy Horton MBE - 2012: Mark James - 2012: Roger Chapman - 2013: Dave Thomas - 2013: Justin Rose - 2014: Jack Nicklaus | - 2016: Peter Oosterhuis - 2016: Danny Willett - 2016: Henrik Stenson - 2017: Sam Torrance - 2017: Sergio Garcia - 2018: Francesco Molinari - 2019: Patrick Reed - 2019: Shane Lowry |

## Club van 500
Het wordt gevierd wanneer een speler zijn 500ste toernooi speelt. Hij krijgt een graveerde zilveren ijsemmer, ontworpen door Thomas Lytte. In 2005 was Miguel Ángel Martín de eerste continentale speler die zijn 500ste toernooi speelde, snel gevolgd door zijn landgenoot Santiago Luna. Ingacio Garrido was op de leeftijd van 40 jaar en 302 dagen de jongste speler die een ijsemmer ontving.
Een overzicht van golfers die meer dan 500 wedstrijden hebben gespeeld:
| Naam                 | #   | Debuutjaar |
| -------------------- | --- | ---------- |
| Sam Torrance         | 706 | 1972       |
| Barry Lane           | 684 | 1982       |
| Miguel Ángel Jiménez | 657 | 1983       |
| Roger Chapman        | 619 | 1982       |
| Eamonn Darcy         | 610 | 1972       |
| Malcolm MacKenzie    | 605 | 1981       |
| Colin Montgomerie    | 602 | 1986       |
| Gordon Brand jr.     | 597 | 1982       |
| Santiago Luna        | 597 | 1984       |
| Peter Baker          | 596 | 1986       |
| Des Smyth            | 594 | 1974       |
| Paul Broadhurst      | 589 | 1988       |
| Phillip Price        | 570 | 1989       |
| Mark James           | 568 | 1976       |
| Paul Lawrie          | 566 | 1992       |
| Paul McGinley        | 560 | 1989       |
| Mark Mouland         | 557 | 1982       |
| Thomas Levet         | 554 | 1986       |
| Miguel Ángel Martín  | 545 | 1981       |
| Carl Mason           | 543 | 1974       |
| David Howell         | 532 | 1994       |
| Robert Karlsson      | 530 | 1988       |
| Ignacio Garrido      | 529 | 1990       |
| Mark Roe             | 525 | 1982       |
| Peter Fowler         | 524 | 1983       |
| Ian Woosnam          | 524 | 1977       |
| Darren Clarke        | 524 | 1990       |
| Raphaël Jacquelin    | 511 | 1996       |
| Steve Webster        | 504 | 1995       |

## Order of Merit
De Order of Merit van de Europese Tour heet sinds 2009 de Race To Dubai.

## Speler van het Jaar
Sinds 1985 wordt iedere maand (behalve in december) een 'Speler van de Maand' bekendgemaakt. In december wordt de 'European Tour Golfer of the Year Award' toegekend.
In 2010 viel de eer te beurt aan twee spelers. Beiden hadden vier toernooien in 2010 gewonnen. Martin Kaymer won het US PGA Kampioenschap en de Race To Dubai en Graeme McDowell won het US Open en was de ster van de Ryder Cup.
| - 1985: Bernhard Langer - 1986: Severiano Ballesteros - 1987: Ian Woosnam - 1988: Severiano Ballesteros - 1989: Nick Faldo - 1990: Nick Faldo - 1991: Severiano Ballesteros - 1992: Nick Faldo - 1993: Bernhard Langer - 1994: Ernie Els | - 1995: Colin Montgomerie - 1996: Colin Montgomerie - 1997: Colin Montgomerie - 1998: Lee Westwood - 1999: Colin Montgomerie - 2000: Lee Westwood - 2001: Retief Goosen - 2002: Ernie Els - 2003: Ernie Els - 2004: Vijay Singh | - 2005: Michael Campbell - 2006: Paul Casey - 2007: Pádraig Harrington - 2008: Pádraig Harrington - 2009: Lee Westwood - 2010: Graeme McDowell & Martin Kaymer - 2011: Luke Donald - 2012: Rory McIlroy - 2013: Henrik Stenson - 2014: Rory McIlroy | - 2015: Rory McIlroy - 2016: Henrik Stenson - 2017: Tommy Fleetwood - 2018: Francesco Molinari - 2019: Jon Rahm |

## Ryder Cup
Samen met de Amerikaanse PGA Tour wordt tweejaarlijks de Ryder Cup georganiseerd. Beurtelings vindt deze plaats in Europa en in de VS. Op aandringen van Severiano Ballesteros is de Ryder Cup in 1997 eenmalig in Sotogrande (Spanje) gespeeld, maar het wordt verder altijd in het Verenigd Koninkrijk gehouden.

## Europese Challenge Tour
De golftour werd opgericht in 1990 voor golfers, die op het einde van het seizoen kunnen kwalificeren voor de Europese PGA Tour.

## Europese Senior Tour
De Europese Senior Tour is een golftour voor golfers die ouder zijn dan vijftig jaar.